# Lukáš Schut
Lukáš Schut (* 9. prosince 1985) je český fotbalový záložník, který momentálně působí v klubu FC Zenit Čáslav.
Prošel blšanskou i mosteckou mládeží. V létě 2005 přišel do Mostu. Technický a přitom také důrazný záložník s dobrým pohybem, jeho předností je jednoduchost řešení herních situací, umí nebezpečně vystřelit z větší vzdálenosti. Momentálně patří k nejzkušenějším hráčům v týmu a dokonce navlékl i kapitánskou pásku. V létě 2009 se vedení s hráčem dohodlo o přestupu do klubu hrající rovněž 2. ligu FC Zenit Čáslav.